# Costa Oeste dos Estados Unidos
- económicas: econômicas

As definições da "Costa Oeste" variam consoante as fontes, com uma sobreposição dos termos Costa Oeste e Costa do Pacífico. Os estados a vermelho escuro são habitualmente incluídos.

A Costa Oeste dos Estados Unidos, (West Coast of the United States; West Coast), também conhecida por Costa do Pacífico (Pacific Coast), designa geralmente os três estados mais ocidentais do grupo de estados contíguos: Califórnia, Oregon e Washington. O Arizona e o Nevada, embora interiores, são por vezes incluídos na Costa Oeste devido à proximidade com o Pacífico e por razões económicas e culturais. Outras opções fazem incluir no grupo o Alasca e o Havaí.
Em 2020, quase 54 milhões de pessoas viviam na região.